# Docosia mulleri
Docosia mulleri är en tvåvingeart som beskrevs av Eberhard Plassmann 1987. Docosia mulleri ingår i släktet Docosia och familjen svampmyggor.
Artens utbredningsområde är Sverige. Inga underarter finns listade i Catalogue of Life.